# Altar of Plagues
Altar of Plagues (englisch für „Altar der Seuchen“) war eine irische Blackgaze-Band, welche 2006 in Cork von James „Kelly“ O’Ceallaigh gegründet wurde und bis 2013 bestand.

## Geschichte
Altar of Plagues entstanden 2006 in James „Kelly“ O’Ceallaighs Schlafzimmer.
Die Band veröffentlichte noch zum Ende des gleichen Jahres die erste Demo-EP unter dem Titel First Plague. Die sich offen auf Wolves in the Throne Room beziehende Band nahm von Beginn an eine eigenständige Rolle im Post-Black-Metal ein und wurde zu Anfang der Karriere mit Ved Buens Ende verglichen. Bis zur Veröffentlichung des Debütalbums White Tomb variierte die Band ihren Stil und durchlief fortwährende Besetzungswechsel, so dass O' Ceallaigh White Tomb allein einspielte.
In dem darauf folgenden Jahr tourte Altar of Plagues international und veränderte erneut die Besetzung bis zur Veröffentlichung des Albums Mammal am 25. April 2011. Mammal erhielt international hohe Anerkennung, unter anderem wurde Mammal auf Platz 18, der 40 besten Alben des Jahres 2011 des Internetmagazins Pitchfork Media gewählt.
Die Band gab am 15. Juni 2013 ihre Auflösung für den Oktober des gleichen Jahres bekannt und beendete ihre Karriere mit einem Auftritt auf dem Unsound Festival in Polen. Die Entscheidung zur Auflösung der Band sei, vor den Aufnahmen zum letzten Album Teethed Glory and Injury gefallen. Die Zeitspanne zwischen Bekanntgabe der Auflösung und dem als Ende gesetztem Datum, sollte den Fans der Band die Möglichkeit einräumen, diese abschließend Live zu erleben.

## Stil
Der Stil der Band entspricht während der meisten Veröffentlichungen dem Blackgaze. Altar of Plagues „kreuzen Black Metal und Postrock“. Der Sound wird dem Black Metal gegenüberstehend als „warm“ und „sauber“ beschrieben. Der Gesang wird in der Tradition des Black Metal hingegen als intensives und eindringliches heiseres Geschrei bezeichnet.
Die Stücke bauen sich meist über einen längeren Zeitraum auf, so dass viele Titel der Band deutlich über einer Länge von 10 Minuten liegen. In den Stücken wird meist ein langsamer Wechsel zwischen laut und leise sowie ruhigen und eruptiven Passagen dargebracht.
Mit der letzten Veröffentlichung Teethed Glory and Injury änderten Altar of Plagues jedoch ihren Stil. Das Album „zielt mehr denn je in eine experimentelle Richtung, probiert sich an verschiedensten [und] fast abstrakt wirkenden Songstrukturen“.

## Inhalt und Bandname
Die Band verfolgt ein durchgehendes Konzept, dem auch der Bandname zugrunde liegt. James O’Ceallaigh beschreibt Altar of Plagues als ein „Kollektiv von Individuen, […] das ‚dunkle‘ Musik als eine Art Ventil erschafft und darbringt.“ Der Bandname sowie die Texte beziehen sich derweil auf ökologische und soziale Aspekte. Der Name wurde in diesem Kontext von ihm gewählt, um eine assoziative Metapher zu bemühen, „da der Altar der Plagen die Erde ist.“

„Unser Weltbild wird sehr stark vom Tumult, den die Erde durchmacht, geprägt. Wir haben niemals absichtlich darüber entschieden, dieses Thema zu behandeln oder es in unsere Musik einfließen zu lassen, aber ich bin der Meinung, man müsste schon unter einem Stein leben, um die derzeitige Weltlage ignorieren zu können.“

## Diskografie
- 2006: First Plague (Demo, Eigenvertrieb)
- 2007: Through the Cracks of the Earth (EP, Eigenvertrieb)
- 2008: Sol (EP, Eigenvertrieb)
- 2009: White Tomb (Album, Profound Lore Records)
- 2010: Tides (EP, Burning World Records)
- 2011: Mammal (Album, Candlelight Records/Profound Lore Records)
- 2012: Year of No Light/Altar of Plagues (Split-EP, Musicfearsatan)
- 2013: Teethed Glory and Injury (Album, Profound Lore Records)